# Expériences sur les inégalités de Bell
 (septembre 2016).
Les expériences sur les inégalités de Bell, parfois nommées expériences EPR sont conçues pour démontrer l'existence dans le monde réel de certaines conséquences théoriques du phénomène d'intrication en mécanique quantique, phénomène supposé ne pouvant pas se produire selon une image classique du monde caractérisée par la notion de principe de localité. En vertu du principe de localité, les corrélations entre les résultats des différentes mesures effectuées sur des systèmes physiquement séparés doivent satisfaire à certaines contraintes, appelées inégalités de Bell. John Bell déduit une première inégalité de ce genre dans son article « On the Einstein-Podolsky-Rosen Paradox ». Le théorème de Bell stipule que les prédictions de la mécanique quantique concernant les corrélations, incompatibles avec l'inégalité de Bell, ne peuvent être reproduites par quelque théorie à variable cachée locale. Cependant, ces schémas n'invalident pas les théories à variables cachées non locales telles que la théorie de De Broglie-Bohm.
Les inégalités de Bell regroupent un certain nombre d'inégalités reproduites par des théories de variables locales cachées.

## Protocole des expériences optiques des inégalités de Bell
En pratique, la plupart des expériences récentes ont utilisé la lumière, supposée être émise sous la forme de photons formant des particules (produits par collision en chaîne (en) ou conversion descendante), plutôt que sous la forme des atomes que Bell avait initialement en tête. La propriété la plus intéressante, dans les expériences les plus connues, est la direction de polarisation, bien que d'autres propriétés puissent être utilisées. Ces expériences se divisent en deux classes, selon que les outils utilisés présentent un ou deux canaux de sortie.

### Expérience de type Clauser, Horne, Shimony et Holt (CHSH), à deux canaux

Schéma d'un test d'inégalité de Bell à double polarisation.
La source S émet des paires de photons, envoyés dans des directions opposées. Chaque photon rencontre un polariseur à deux canaux dont l'orientation peut être fixée par l'expérimentateur. Les signaux émergeant de chaque canal sont détectés et les détections simultanées sont comptés par le moniteur nommé CM (coincidence monitor).

Le diagramme décrit une expérience optique classique de type « deux canaux », que le physicien Alain Aspect a inauguré en 1982. Les concordances (détections simultanées) sont enregistrées, les résultats sont classés en '++', '+−', '−+' ou '−−' et correspondent aux comptages cumulés.
Quatre procédures distinctes sont menées, correspondant aux quatre termes de E(a, b) du test statistique S (équation (2) ci-dessous). Les valeurs a, a′, b et b′ sont en pratique généralement fixées à 0, 45°, 22.5° et 67.5° respectivement — les « angles de l'expérience de Bell » — ces valeurs étant celles qui amènent alors le plus significativement à la violation des inégalités de Bell.
Pour chaque valeur choisie de a et b, le nombre de détections simultanées dans chaque catégorie (N++, N--, N+- et N-+) sont enregistrées. La valeur expérimentale de E(a, b) est calculée de cette façon :
(1)        E = (N++ + N-- − N+- − N-+)/(N++ + N-- + N+- + N-+).
Une fois les quatre E calculés, une estimation expérimentale du test statistique suivant
(2)        S = E(a, b) − E(a, b′) + E(a′, b) + E(a′, b′)
est déduite. Si S est supérieur à 2, les inégalités CHSH sont contredites. L'expérience a alors validé la prédiction de mécanique quantique et a écarté toutes les théories de variables locales cachées.
Une hypothèse forte a cependant dû être formulée pour justifier l'utilisation de l'expression (2). On suppose que l'échantillon de paires détectées est représentatif des paires émises par la source. Le fait que cette hypothèse puisse être invalide fait partie des failles des expériences sur les inégalités de Bell.
Ces calculs amènent à l'inégalité CHSH (en).

### Expérience CH74 (canal unique)

Schéma d'un test de Bell « mono-canal »

## Principales expériences

### Aspect, 1981-2
Alain Aspect et son équipe, à Orsay, à Paris, réalisent trois tests des inégalités de Bell.

### The BIG Bell Test Collaboration (2018): «Challenger le réalisme local avec des choix humains aléatoires»
Une équipe internationale de scientifiques a démontré la robustesse de l'intrication quantique. L'expérience a consisté à obtenir des données aléatoires de milliers de personnes recrutées pour l'expérience qui généraient ces nombres via un jeu vidéo. De les injecter dans un système de photons jumeaux quantiques intriqués, et de vérifier que les informations étaient conservées par l'intrication quantique.

## Expériences non réalisées

### Proposition d'une expérience avec des photons non-intriqués
Une expérience "témoin" a été proposée avec des photons non-intriqués, son éventuel résultat doit, au contraire, respecter les inégalités de Bell[source secondaire nécessaire]

## Failles
Bien que la série d'expériences de plus en plus sophistiquées des inégalités de Bell ait généralement convaincu la communauté des physiciens que le double principe de réalisme local est intenable, celui-ci ne peut toutefois jamais être totalement exclu. Par exemple, l'hypothèse du superdéterminisme dans laquelle toutes les expériences et leurs résultats sont prédéterminés ne peut pas être testée (elle est irréfutable).
Jusqu'à 2015, les résultats de toutes les expériences violant une inégalité de Bell pouvaient encore théoriquement être expliqués en exploitant la faille de détection ou la faille (ou échappatoire) de localité. L'échappatoire de  localité (ou de communication) signifie que puisque dans la pratique les deux détections de photons sont séparées par un intervalle de temps, la première détection peut influencer la seconde par un certain type de signal. Pour éviter cette faille, l'expérimentateur doit veiller à ce que les particules en déplacement soient suffisamment éloignés avant d'être mesurées, et à ce que le processus de mesure soit rapide. Plus grave est l'échappatoire de détection (ou échantillon non représentatif), où les particules ne seraient pas toutes détectées. On pourrait imaginer par exemple que l'ensemble des particules se comporte de façon aléatoire, mais que les instruments ne détectent qu'un sous-échantillon montrant des corrélations quantiques, en laissant la détection dépendre d'une combinaison de variables cachées locales et du réglage du détecteur.
Par le passé, les expérimentateurs ont à maintes reprises fait part de leur confiance dans la possibilité de réaliser des tests sans faille à brève échéance. D'autre part, certains chercheurs ont souligné la possibilité logique que la physique quantique elle-même empêche qu'un test sans faille soit jamais mis en œuvre,. 
En 2015, l'expérience de Bell de Hensen et coll. a été rapportée comme étant sans faille. Elle utilisait deux diamants distants de près de 1,3 kilomètre, et présentant dans leur réseau cristallin des défauts leur conférant un spin utilisable pour le contrôle,.

## Sources
- (en) Cet article est partiellement ou en totalité issu de l’article de Wikipédia en anglais intitulé « Bell test experiments » (voir la liste des auteurs).